# Discovery Bay (Kalifornia)
Discovery Bay – jednostka osadnicza w Stanach Zjednoczonych, w stanie Kalifornia, w hrabstwie Contra Costa.